# La Chapelle-sur-Loire
La Chapelle-sur-Loire är en kommun i departementet Indre-et-Loire i regionen Centre-Val de Loire i de centrala delarna av Frankrike. Kommunen ligger i kantonen Bourgueil som tillhör arrondissementet Chinon. År 2022 hade La Chapelle-sur-Loire 1 472 invånare.

## Befolkningsutveckling
Antalet invånare i kommunen La Chapelle-sur-Loire
Referens:INSEE